# Saint-Sylvestre (Quebec)
Saint-Sylvestre es un municipio canadiense situado en la provincia de Quebec.

## Superficie
Saint-Sylvestre tiene una superficie de 147,15 km².

## Demografía
En 2021, tenía 1019 habitantes, una densidad poblacional de 6,9 hab./km², y 488 viviendas.